# マリウス・レカ
マリウス・セバスティアン・レカ（Marius Sebastian Leca 、2000年7月6日 - ）は、ルーマニア・オヴィディウ出身のプロサッカー選手。リーガII・ファルル・コンスタンツァ所属。ポジションは、ディフェンダー。

## タイトル
ヴィトルル・コンスタンツァ
- ルーマニア・カップ: 2018-19
- ルーマニア・スーパーカップ: 2019